# Неклюдово (Ульяновська область)
Неклюдово (рос. Неклюдово) — село в Інзенському районі Ульяновської області Російської Федерації.
Населення становить 87 осіб. Входить до складу муніципального утворення Глотовське міське поселення.

## Історія
Від 2004 року входить до складу муніципального утворення Глотовське міське поселення.

## Населення
| 2010 |
| ---- |
| 87   |